# Castelo da Dona Chica

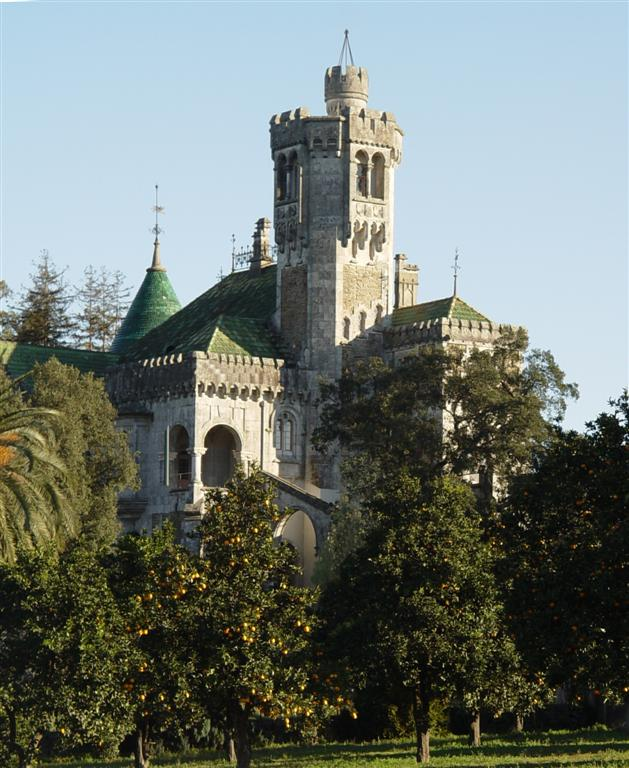
Castelo de D. Chica, Portugal.

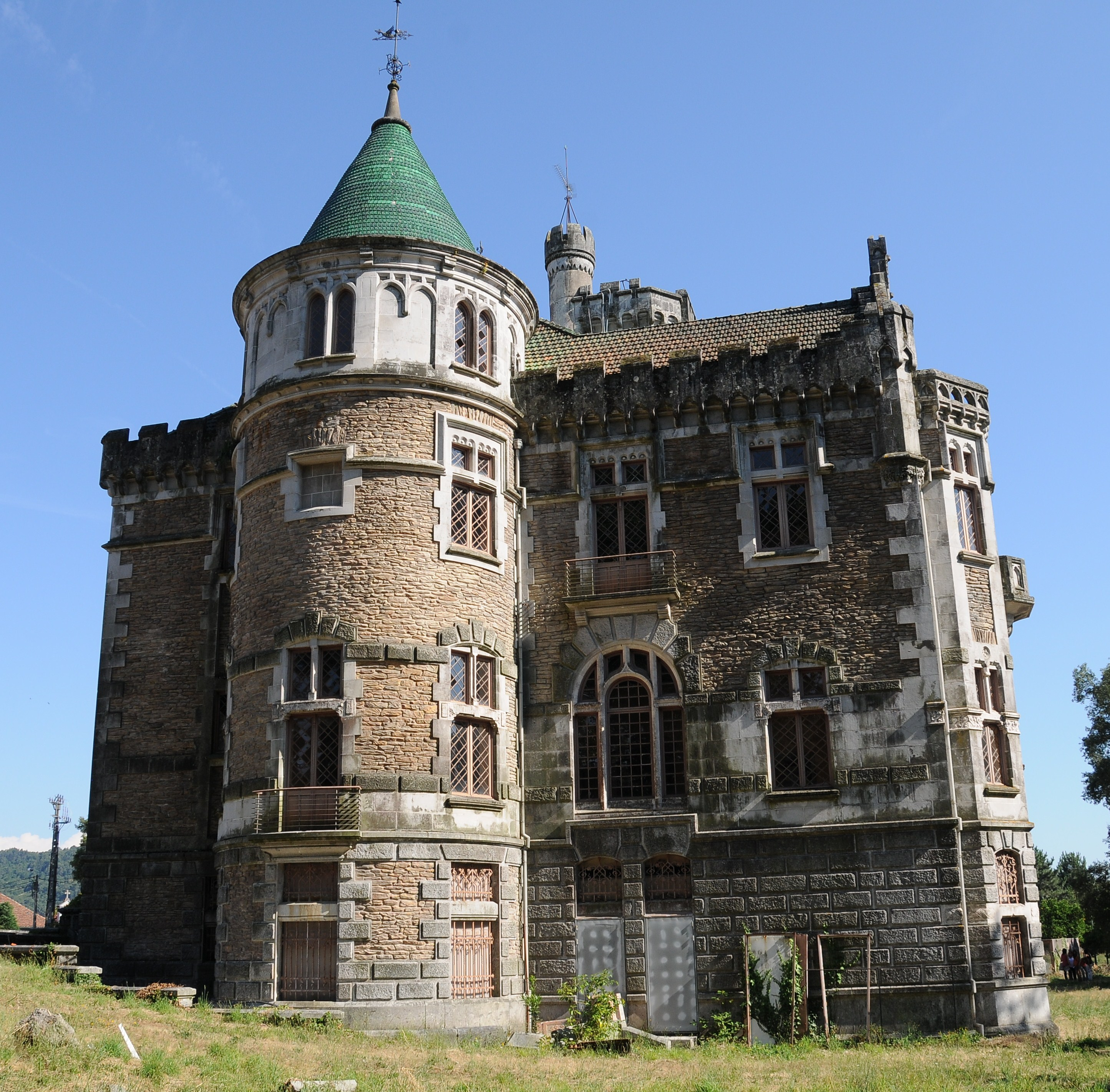
Castelo de D. Chica, Portugal.

O Castelo da Dona Chica, também referido como Castelo de Palmeira, Casa da Chica ou Palácio da Dona Chica, localiza-se na freguesia de Palmeira, município de Braga, distrito do mesmo nome, em Portugal.
Trata-se de um edifício apalaçado, de características ecléticas sobre um estilo romântico, projetado pelo Arquiteto suíço Ernesto Korrodi.
Foi classificado como Imóvel de Interesse Público por Despacho de 20 de Fevereiro de 1985.

## História
A sua construção iniciou-se em 1915, por iniciativa de Francisca Peixoto de Sousa, nascida no Brasil, que mandou vir do seu país muitas das espécies arbóreas actualmente existentes na mata envolvente.
As obras foram interrompidas em 1919, quando Francisca se separou do marido.
Ao longo de sua história mudou várias vezes de proprietário, arrastando-se as obras por décadas, só sendo concluídas em 1991, adaptado a restaurante e bar.
Durante uma disputa judicial quanto à sua posse, o imóvel ficou num estado de abandono e degradação.
Em 2023 está a ser transformado em hotel com 10 unidades de alojamento, um quarto individual, sete quartos duplos e duas suítes. O hotel integra serviço de alimentação e bebidas com a instalação de dois espaços localizados em pisos distintos destinados a dois estilos de gastronomia — bistrô, ou seja, um pequeno restaurante/bar, onde são servidas bebidas alcoólicas, café, além de petiscos e comidas simples — e o restaurante propriamente dito — proporcionando um serviço de refeições.

## A disputa judicial
Tendo sido adquirido pela Junta de Freguesia de Palmeira, em 1990, por cerca de 95 mil Euros, a autarquia arrendou-o por contrato a uma empresa de turismo, a IPALTUR. Esta, por sua vez, procedeu-lhe beneficiações, adaptando as instalações do imóvel a zona de lazer, com bar, discoteca, restaurante e salas de reuniões e de congressos.
Com o "de acordo" da autarquia, a IPALTUR hipotecou o imóvel por 750 mil Euros junto à Caixa Geral de Depósitos. Pelo acordo, durante dez anos a autarquia não receberia rendas.
Em 1994 a IPALTUR entrou em processo de falência. Desse modo, o imóvel veio a ser vendido em hasta pública, em 1998, à Caixa Geral de Depósitos, por 1.500 mil Euros. A instituição financeira, desse modo, conseguiu reaver parte do seu crédito, mas cerca de vinte outros credores continuaram sem conseguir reaver os seus montantes.
Em 2001 o tribunal de Braga determinou que a CGD deverá pagar 2.250 mil Euros aos demais credores a título das obras de beneficiação efectuadas pela falida IPALTUR no imóvel. Essa decisão, em Novembro de 2002 foi anulada pelo Tribunal da Relação de Guimarães, o que foi confirmado pelo Supremo Tribunal de Justiça em Junho de 2003.
O imóvel foi comprado em 2010 por um empresário do ramo do imobiliário que o vendeu novamente em 2019.

## Características
O edifício é constituído por quatro pavimentos. Desenvolve-se num jogo de volumes muito acentuado e caracteriza-se por uma ampla diversidade de materiais e linguagens, misturando referências populares e eruditas, num ecletismo extravagante onde se misturam o estilo neogótico, o neoárabe e o "rústico".
Isolados, os volumes têm uma imagem própria e estabelecem ligações através de algumas pontes (materiais e elementos decorativos). A análise dos pormenores construtivos evidencia a importância dada à imagem, em detrimento de um método de construção. As janelas são indiferentemente de madeira ou de ferro, ou mesmo executadas com os dois materiais, sendo difícil saber se obedecem a um projecto de execução da obra ou se, definida inicialmente a imagem pelo arquitecto Korrodi, a solução construtiva ficaria a cargo dos diferentes artistas / artesãos que as executaram. O ferro é empregado ainda no gradeamento, no coroamento da cobertura e no catavento. A repetição da "folha de hera" como elemento decorativo, simultaneamente no desenho dos gradeamentos de ferro e em algumas molduras de mármore, convive com a aplicação de diferentes motivos florais, nos capitéis das diferentes colunatas e com as rosáceas geometrizadas, nos fechos dos arcos ogivais.
As telhas estão "assinadas" pelo projectista. Coloridas de verde pretendem a integração na paisagem que o restante do edifício recusa.
A mata envolvente caracteriza-se por vegetação exótica (amendoeira brasileira, pau-santo, pinheiro brasileiro, palmeira, eucaliptos, japoneiras e outras) e muitas variedades nacionais (carvalho, plátanos, cedros, pinheiro bravo, castanheiros, salgueiros, mimosas, sobreiros e outros), com percursos sinuosos. O conjunto do lago, com uma gruta com falsas estalactites, destaca-se, traduzindo uma visão romântica, que pretendeu imitar o período medieval, reproduzindo a natureza, preferindo o "bosque" ao geometrizado jardim barroco.

## Cronologia
- 1915 - Projecto do arquitecto suíço, Ernesto Korrodi, por encomenda de João José Ferreira Rego;
- 1919 - Obra suspensa, numa etapa em que o interior do edifício se resumia às suas estruturas fundamentais; inacabado, as obras orçamentavam, na altura, em 370 contos de réis;
- 1938 - O imóvel foi vendido, por 165 contos, a um fidalgo inglês que posteriormente o revendeu, por 80 contos de réis, ao guarda livros do conde de Vizela, Alberto Torres de Figueiredo. Francisco Joaquim Alves de Macedo adquiriu o imóvel e encetou obras no seu interior, sem qualquer projecto de recuperação, numa tentativa de reactivar o ideal dos anteriores proprietários. Esta tentativa foi frustrada devido às múltiplas divergências que surgiram no decorrer dos trabalhos, nomeadamente com a autarquia local. Desse modo, destruiu-se o pouco que restava dos elementos decorativos interiores principalmente ao nível de cerâmicas (azulejos, tijoleiras e telhas), não restando quaisquer vestígios para uma possível reposição dessas peças, algumas, segundo referências das gentes mais velhas, de grande interesse artístico, para além da supressão de toda a madeira, base estruturante de todos os pisos;
- Século XX (segunda metade) - Adquirido pela Junta de Freguesia de Palmeira, que concessiona o imóvel à IPALTUR, Investimentos Turísticos, S.A. através de um contrato de longa duração, renovável;
- 1985, 20 de Fevereiro - Despacho de classificação, com homologação em Imóvel de Interesse Público (IIP);
- 1992 - Adaptação, descrita como transformação, num espaço cultural e recreativo, bem como em restaurante e outros serviços de índole social e hoteleira, com projecto do arquitecto Paulo Tonet;
- 1992, Novembro - Joaquim Costa, gestor da IPALTUR, trespassa o palácio à empresa "Veloso - Empreendimentos Turísticos e Residenciais", tendo em vista o pagamento de uma alegada dívida, o que não foi aceite pelos restantes credores;
- 1993 - Proposto o pedido de falência da IPALTUR, pela Caixa Geral de Depósitos, principal credora desta firma, e destino incerto relativamente à posse da propriedade, por ter sido hipotecada;
- 1998 - Imóvel adquirido pela Caixa Geral de Depósitos;
- 2004 - A Caixa Geral de Depósitos procedeu à venda do imóvel em hasta pública por cerca de dois milhões de euros à imobiliária Europovoa – Construções e Imobiliária,Lda. com sede na Póvoa do Varzim e liderada por José Campos.
- 2006 - O imóvel encontrava-se à venda.
- 2008 - O imóvel encontrava-se à venda ao preço de € 2.250.000,00[3].
- 2009 - O imóvel encontrava-se à venda ao preço de € 2.500.000,00[4].
- 2013 - O imóvel é classificado como monumento de interesse público, por despacho do secretário de Estado da Cultura, deliberação que confirma tratar-se de «um valor cultural de importância nacional» e cuja deterioração definitiva representa um «dano grave para o património cultural». A decisão coloca o também designado Castelo de Palmeira numa extensa Zona Especial de Proteção[5].
- 2014 - É adquirido por um empresário da Póvoa de Varzim (PMA Construções).
- 2017 - O imóvel encontrava-se à venda ao preço de € 1.250.000,00[6]
- 2019 - O castelo foi vendido a dois irmãos, um emigrado nos Estados Unidos e outro a residir em Portugal, que pretendem realizar algumas obras de adaptação no espaço envolvente, para transformar-se num local de realização de eventos[7].
- 2022 - Anunciado que os proprietários estão a preparar um projeto para a conversão do edifício ao turismo, com várias valências, entre as quais a de hotel de charme[8].
- 2023 - O projeto foi aprovado e iniciaram-se as obras, num empreendimento, da empresa Magalhães & Rocchio, Lda, de Cossourado, Barcelos com projeto arquitetónico do AtelierArq.